# Culama australis
Culama australis är en fjärilsart som beskrevs av Walker 1856. Culama australis ingår i släktet Culama och familjen träfjärilar. Inga underarter finns listade i Catalogue of Life.

## Bildgalleri

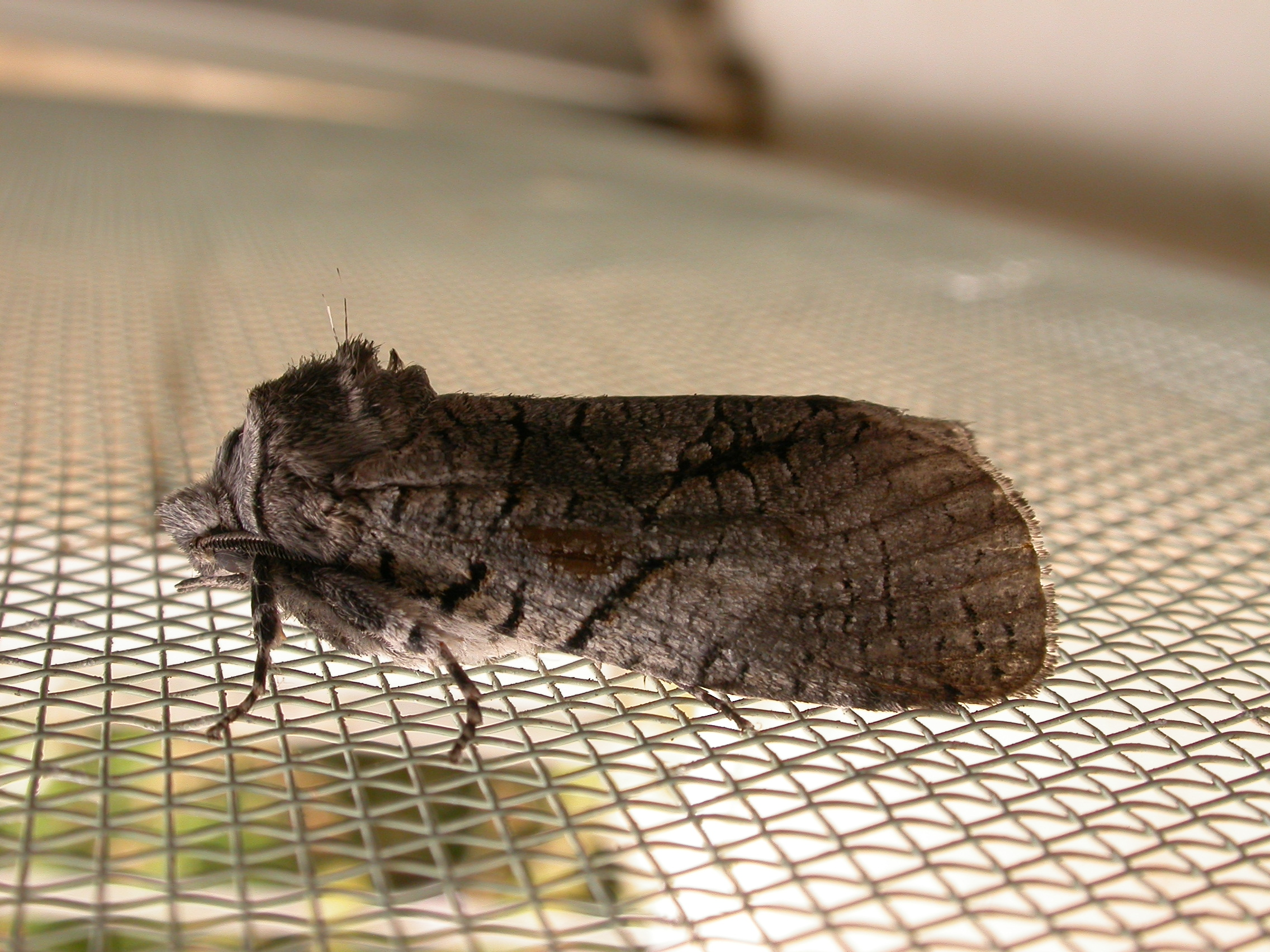